# Regierung Štefan Tiso
Die Regierung Štefan Tiso, geführt vom Ministerpräsidenten Štefan Tiso, war die dritte Regierung des unabhängigen Slowakischen Staates (slowakisch: Slovenský štát), der sich auf Druck des Deutschen Reichs von der Tschecho-Slowakischen Republik abspaltete und von 1939 bis 1945 existierte. Sie befand sich vom 5. September 1944 bis 4. April 1945 im Amt. Sie folgte der Regierung Vojtech Tuka. Im April 1945 wurde die Slowakei befreit und die frühere Tschechoslowakei – mit nur einer Zentralregierung (Regierung Zdeněk Fierlinger I) – wiederhergestellt.

## Regierungsbildung
Nachdem Anfang September 1944, schon während des Slowakischen Nationalaufstandes, der Ministerpräsident der Vorgängerregierung, Vojtech Tuka, seine Beurlaubung und Entlassung aus dem Amt beantragte,  ernannte der Präsident der Republik  Josef Tiso seinen entfernten Cousin, Štefan Tiso, zum Ministerpräsidenten der nächsten Regierung.

## Regierungszusammensetzung
Die Minister befanden sich während der gesamten regulären Amtsperiode im Amt (5. September 1944 bis 4. April 1945), wenn nicht anders angegeben.
- Ministerpräsident: Štefan Tiso
- stellvertretender Ministerpräsident: Alexander Mach[Anm. 1]
- Innenminister: Alexander Mach
- Außenminister: Štefan Tiso
- Verteidigungsminister: Štefan Haššík
- Finanzminister: Mikuláš Pružinský
- Minister für Unterricht und nationale Aufklärung: Aladár Kočiš
- Justizminister: Štefan Tiso
- Wirtschaftsminister: Gejza Medrický
- Minister für Verkehr und Öffentliche Arbeit: Ľudovít Lednár

### Parteizugehörigkeit
Die führende und einzig zugelassene Partei im Slowakischen Staat war Hlinkova slovenská ľudová strana – Strana slovenskej národnej jednoty, deutsch bekannt als Hlinkas Slowakische Volkspartei,  kurz Hlinka-Partei.  Sie hatte den Charakter einer Einheitspartei.